# 柳宿增四
柳宿增四或巨蟹座60（英语：60 Cancri，缩写60 Cnc），又称柳宿增十二，是巨蟹座中的一颗恒星，距太阳约850光年。它是一颗微弱的橙色恒星，肉眼可见，视星等为+5.44。柳宿增四位于黄道附近，因此偶尔会被月球掩食。它正在以+25公里/秒的日心径向速度远离地球。
这是一颗老化的巨星，恒星分类为K5 III，表明它已经耗尽了核心的氢并从主序星演化出来。它是一颗未知类型的疑似变星。经过周边昏暗校正后，干涉测量术测量的主要成分角直径为1.94±0.02 mas，在其估计距离处，相当于太阳半径约54倍的物理半径。它的年龄约为11.5亿年，质量是太阳的1.4倍。这颗恒星在4,150 K的有效温度下，其扩大的光球层辐射出的光度是太阳的670倍。